# Джек Лопресті
Джакомо «Джек» Лопресті (англ. Giacomo «Jack» Lopresti, 23 серпня 1969, Саутміді, Брістоль, Велика Британія) — британський політик від Консервативної партії. Був членом парламенту (MP) від округу Філтон і Бредлі Сток з 2010 року до 2024 року. У лютому 2023 року Лопресті був призначений заступником голови Консервативної партії.

## Ранні роки та кар'єра
Лопресті народився 23 серпня 1969 року в Саутміді, Брістоль. Після закінчення школи він понад десять років працював у сімейному бізнесі з виробництва морозива. Раніше працював агентом з нерухомості та іпотечним брокером. Також він працював у Консервативній партії як регіональний офіцер з розвитку та в департаменті фінансів партії.
Лопресті служив у Територіальній армії як артилерист у 266-й командосній батареї Королівської артилерії з 2007 року. Протягом року він служив у 29-му командосному артилерійському полку як мобілізований резервіст і був відправлений до провінції Гільменд в Афганістані в рамках операції «Геррік» 9 на п'ять місяців у 2008-2009 роках. Перебуваючи в Афганістані, Лопресті взяв участь у напівмарафоні в Кемп-Бастіон на Новий рік 2009-го, щоб зібрати кошти для благодійної організації Help for Heroes. З 2011 по 2013 рік він служив кавалеристом у Королівському Вессекському Йоменрі, резервному підрозділі британської армії.

## Політична кар'єра
Лопресті тричі безуспішно балотувався до міської ради Брістоля (у 1995, 1997 та 1998 роках). У 1999 році він був обраний радником у виборчому окрузі Стоквуд і працював до 2007 року, коли пішов у відставку.
На загальних виборах 2001 року Лопресті невдало балотувався до парламенту від округу Брістоль-Схід, а у 2004 році — до Європейського парламенту від Південно-Західного регіону. Він був включений до списку перспективних кандидатів від Консервативної партії у 2006 році. На загальних виборах 2010 року Лопресті був обраний депутатом від нового округу Філтон і Бредлі Сток.
У парламенті він був членом спеціального комітету, який займався розглядом законопроєкту, що став Законом про збройні сили 2011 року, а також працював у Комітеті у справах Північної Ірландії.
Лопресті є членом групи «Консерватори — друзі Ізраїлю» і брав участь у делегаціях цієї групи. У 2014 році під час конфлікту Operation Defensive Shield він відвідав Ізраїль, щоб ознайомитися з роботою системи ППО Залізний купол.
На виборах 2015 року він знову виграв із збільшеною перевагою в майже 10 000 голосів. Лопресті підтримав Brexit на референдумі 2016 року.
У 2016 році Лопресті зазнав критики за спонсорство заходу в парламенті, присвяченого відносинам Великої Британії та Бахрейну. Це сталося після того, як стало відомо, що він отримував фінансування для поїздок до цієї країни, яка мала сумнівну репутацію щодо прав людини. Він також відвідав Бахрейн разом з депутаткою Андреа Дженкінс через місяць після того, як їхній роман став публічно відомим. Жоден із них не був членом Консервативної ради з питань Близького Сходу, яка організовувала поїздку з боку Великої Британії. Лопресті відповів, що ця поїздка була зосереджена навколо авіашоу в Бахрейні, яке мало відношення до його оборонного напрямку, а також заявив, що Бахрейн є одним із ключових стратегічних союзників Великої Британії в регіоні Перської затоки та що бахрейнці будують першу з 1970-х років британську військово-морську базу на схід від Суеца.
Перед виборами 2017 року деякі члени місцевої партійної організації намагалися виключити Лопресті зі списку кандидатів через звинувачення в подружній зраді. Він заявив, що проти нього ведеться «кампанія з дискредитації», і звернувся до поліції через анонімний лист, який порушував закон про захист даних. В результаті він був повторно обраний кандидатом і виграв вибори, хоча з меншою перевагою.
У парламенті Лопресті працював у Комітеті у справах Північної Ірландії, Комітеті з оборони та Комітеті із законопроєкту про збройні сили.
У 2017 році він став об'єктом розслідування після того, як його колишня менеджерка офісу подала скаргу про булінг. Згодом один із високопоставлених консервативних радників у Брістолі заявив, що існують «вагомі підстави» вірити звинуваченням у булінгу проти депутата через його «вади характеру» та попередню поведінку. Консервативна партія провела внутрішнє розслідування, за підсумками якого Лопресті вибачився перед заявницею, хоча сам він відкидав звинувачення.
На виборах 2019 року він знову був переобраний.
Під час пандемії COVID-19 у 2020 році Лопресті написав листа міністру Роберту Дженріку з проханням відкрити церкви на Великдень.
У 2023 році Лопресті був призначений заступником голови Консервативної партії.
На загальних виборах 4 липня 2024 року Лопресті програв свою депутатську посаду, набравши 12 905 голосів проти 22 905 голосів за кандидатку від Лейбористської партії Клер Гейзелгроув.

## Служба у Міжнародному легіоні ЗСУ
У листопаді 2024 року Лопресті вступив до лав Міжнародного легіону Збройних сил України. Він базується в Києві, працюючи у сфері зовнішніх зв’язків та дипломатії, закупівлі зброї та співпраці з благодійними організаціями. Міністерство закордонних справ Великої Британії заявило, що приєднання до Міжнародного легіону України є незаконним для британських громадян, хоча незрозуміло, чи це стосується некомбатантських ролей.
До того як Лопресті приєднався до Міжнародного легіону ЗСУ, він мав досвід служби у армійському резерві Великої Британії де мав звання капрала (молодший сержант в українській армії).

## Особисте життя
Лопресті має сицілійське походження. Він був одружений з Люсі Коуп, дочкою лорда Коупа з Берклі, і у пари народилося троє дітей.
Після розлучення він одружився з депутаткою Андреа Дженкінс 22 грудня 2017 року у каплиці Святого Марії Андеркрофт у Вестмінстерському палаці. У них народився син Кліффорд Джордж 29 березня 2017 року. Однак у квітні 2024 року Дженкінс оголосила про їхнє розлучення, хоча дата його офіційного оформлення невідома.
У 2013 році Лопресті діагностували рак кишечника, і він проходив лікування в Королівській лікарні Брістоля.